# Heinz Düber
Heinz Düber (* 10. März 1939 in Herdorf) ist ein deutscher Verwaltungsbeamter und Politiker (CDU).

## Leben
Düber besuchte die Volksschule und die Handelsschule. Er legte 1956 die Mittlere Reife ab und machte eine Verwaltungslehre, die er 1962 mit der Prüfung für den gehobenen Dienst abschloss. Danach war er bei der Kreisverwaltung Altenkirchen, der Bezirksregierung Koblenz und zuletzt als Oberamtsrat bei der Vertretung des Landes Rheinland-Pfalz beim Bund tätig.

## Politik
1958 trat er der CDU bei und war ab 1981 Vorsitzender des CDU-Ortsverbands Altenkirchen und ab 1983 Mitglied des CDU-Kreisvorstands. 1989 wurde er Fraktionsvorsitzender im Verbandsgemeinderat Altenkirchen und 1999 Beigeordneter der Verbandsgemeinde Altenkirchen. Von Dezember 2016 bis Dezember 2017 übernahm er geschäftsführend das zu dieser Zeit vakante Amt des Verbandsbürgermeisters.
1987 wurde er in den elften Landtag Rheinland-Pfalz gewählt, dem er eine Wahlperioden lang bis 1991 angehörte. Im Landtag war er seit Januar 1991 Schriftführender Abgeordneter und Mitglied im Petitionsausschuss.
1987 erhielt er die Ehrennadel des Landes Rheinland-Pfalz und 2010 die Verdienstmedaille des Landes Rheinland-Pfalz. 2019 wurde ihm die Freiherr-vom-Stein-Plakette verliehen.